# 2nd W
『2nd W』（セカンド・ダブルユー）は、辻希美と加護亜依による歌手ユニット・Wの2枚目のアルバム（EPCE-5355 2005年3月2日）。

## 収録曲
1. Wのテ〜マ [1:12]
作詞・作曲：つんく　編曲：田中直
2. デコボコセブンティーン [4:05]
作詞・作曲：つんく　編曲：平田祥一郎
3. ロボキッス [3:35]
作詞・作曲：つんく　編曲：高橋諭一
4. 五月雨恋歌 [3:47]
作詞・作曲：つんく　編曲：高橋諭一
5. あぁ いいな! [3:48]
作詞・作曲：つんく　編曲：鈴木Daichi秀行
6. 抱きしめないで 〜日記付き〜 [5:20]
作詞・作曲：つんく　編曲：AKIRA
7. 打武留友女子高等学校校歌 [3:02]
作詞・作曲：つんく　編曲：高橋諭一
8. 18 〜My Happy Birthday Comes!〜 [4:16]
作詞・作曲：つんく　編曲：鈴木俊介
9. 恋のフーガ [2:19]
作詞：なかにし礼　作曲：すぎやまこういち　編曲：馬飼野康二
10. INTERLUDE [0:24]
カラオケ店での恋のフーガのアウトロ、十七の夏のイントロ
11. 十七の夏 [3:10]
作詞：阿久悠　作曲：森田公一　編曲：平田祥一郎
12. 17才よさようなら（ARRIVEDERCI） [3:27]
作詞：CALABRESE GIORGIO　日本語詞：音羽たかし　作曲：BINDI UMBERTO　編曲：鈴木俊介
13. まだ もうちょっと 甘えていたい [4:18]
作詞・作曲：つんく　編曲：渡部チェル